# ستيف بيري (لاعب كرة قدم)
ستيف بيري (بالإنجليزية: Steve Berry)‏ (4 أبريل 1963 بليفربول في المملكة المتحدة - ) هو مدرب كرة قدم ولاعب كرة قدم بريطاني في مركز الوسط. لعب مع دارمشتات 98 وروشدين ودايموندز وستيفيناغ بوروه وسويندون تاون ونادي بورتسموث ونادي سندرلاند ونادي نورثامبتون تاون ونيوبورت كونتي ونادي كيترينغ تاون وBedford Town F.C. ‏ ونادي ألدرشوت وCogenhoe United F.C. ‏ وGosport Borough F.C. ‏ وDouble Flower FA ‏.

## وصلات خارجية
- ستيف بيري على موقع قاعدة بيانات كرة القدم.إي يو (الإنجليزية)